# Art Tripp
Arthur Dyer Tripp III (nacido el 10 de septiembre de 1944), también conocido como Ed Marimba, Ted Cactus, Artie "With the Green Mustache" Tripp (Artie "con el mostacho verde" Tripp), es un exmúsico más conocido por su trabajo como percusionista con Frank Zappa and The Mothers of Invention y con Captain Beefheart and The Magic Band. Actualmente es quiropráctico en Misisipi.

## Carrera temprana
Arthur Dyer Tripp III nació el 10 de septiembre de 1944, en Athens, Ohio.[cita requerida] Creció en Pittsburgh, Pensilvania. Empezó a tocar la batería en cuarto grado con bandas escolares; más tarde, mientras estaba en el instituto, tocaba en bodas, en fiestas de fraternidades y en bailes. Tripp llegó a ser estudiante de Stanley Leonard, un intérprete de timbal de la Orquesta Sinfónica de Pittsburgh, con quien aprendió a tocar otros instrumentos de percusión, incluyendo el xilófono, el timbal, la marimba, y docenas de otros.[cita requerida]
En 1962 Tripp se matriculó en el conservatorio de música de la Universidad de Cincinnati para estudiar percusión. Su profesor particular en el conservatorio, Ed Weubold, era percusionista en la Orquesta Sinfónica de Cincinnati (CSO). Tripp llegó a ser miembro regular de la orquesta, actuando con artistas como Igor Stravinsky, Isaac Stern, Leonard Rose, José Iturbi, Loren Hollender y Arthur Fiedler. En 1966 el Departamento de Estado de EE. UU. envió a la orquesta a una gira mundial de 10 semanas que proporcionó experiencia adicional para el joven músico. Durante este tiempo Tripp también tocó dos temporadas como intérprete de timbal en la Orquesta Filarmónica de Dayton, así como una temporada con la Ópera de Verano de Cincinnati y la Orquesta Pops de Cincinnati. Fue seleccionado por el compositor de avant garde John Cage para trabajar con él en actuaciones y talleres cuando éste se convirtió en el compositor residente del Conservatorio de Música.
Tripp se graduó en 1966 con un título de grado en música y en 1967 aceptó una beca para la Escuela de Música de Manhattan en Nueva York, principalmente para acabar su doctorado en música, pero también para exponerse más a la música contemporánea. Su profesor fue un antiguo intérprete de timbal de la Orquesta de Filadelfia, Fred Hinger. Éste actuaba en aquel tiempo con la orquesta de la Ópera Metropolitana.

## Carrera tardía

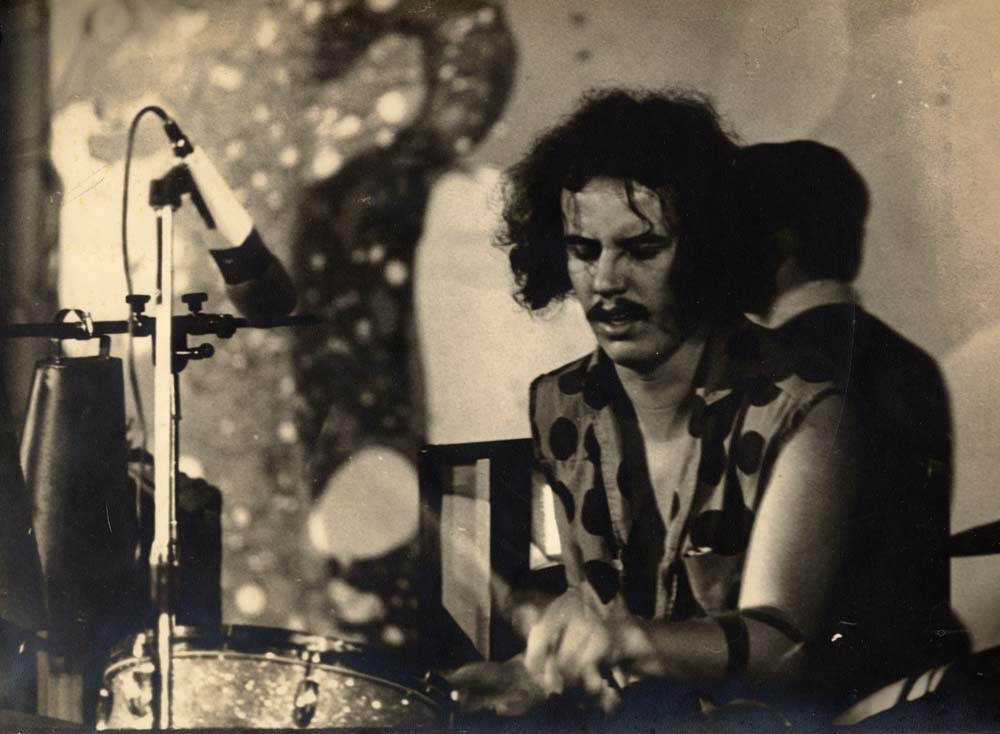
Arte Tripp en Chicago en 1968

Fue en Nueva York donde Tripp fue presentado al ingeniero de grabación de Frank Zappa, Richard Kunc. Éste dijo a Zappa que Tripp tenía el tipo de formación y experiencia que estaba buscando.
Tripp conoció a Zappa y tocó para él en el Apostolic Studio de Greenwich Village, Nueva York. Zappa le contrató para tocar con The Mothers of Invention, con los que grabó siete álbumes, y actuó en numerosas giras a través de los EE. UU. y Europa. A comienzos de 1968, la banda dejó Nueva York después de una estancia de 18 meses y se trasladaron a Hollywood. Un año más tarde, Zappa disolvió The Mothers para iniciar su carrera en solitario. Tripp aparece en dos álbumes más, compilados con las grabaciones hechas antes de la disolución de The Mothers of Invention: Burnt Weeny Sandwinch y Weasels Ripped My Flesh, ambos publicados en 1970.
Entretanto Tripp había discutido proyectos con Don Van Vliet (también conocido como Captain Beefheart), colaborador ocasional de Zappa, y amigo suyo desde el instituto. Más tarde se uniría al grupo de Beefheart, The Magic Band. En aquel tiempo, también grabó con Chad Stewart y The Brotherhood of Man, tocando la percusión en el Smothers Brothers Summer Special, y le fue ofrecido un puesto en el foso de la orquesta para el espectáculo Oh! Calcutta!.
Tripp decidió trasladarse a California del norte con The Magic Band. El traslado abrió un período de cinco años de grabación y gira, de nuevo a lo largo de los EE. UU. y Europa. Durante el mismo período se le pidió, pero se negó debido a su compromiso con Beefheart, hacer trabajos de sesión con el exmiembro de The Magic Band, Ry Cooder, y con el saxofonista Ornette Coleman. Con el tiempo, los conflictos con Beefheart significaron la ruptura del resto de The Magic Band, agrupándose para componer y ensayar la nueva música en una nueva banda, que grabó un disco auspiciado por la organización de Jethro Tull, junto con su baterista Barriemore Barlow y el guitarrista Martin Barre, que fue llamada Mallard. Aun así, por entonces Tripp ya estaba descontento con la música, así que regresó a Pittsburgh para trabajar en el negocio de los seguros con su padre.
Después de tres años vendiendo seguros se dio cuenta de que no era algo que quisiera hacer, así que Tripp decidió regresar a la música. Volvió a Los Ángeles donde se quedó con sus antiguos compañeros de banda de The Mothers, la pareja Ian Underwood y Ruth Underwood, quienes también habían tocado extensamente con Zappa, mientras Tripp trabajaba como músico de estudio con artistas como Al Stewart y varios productores comerciales. Sin embargo, el trabajo de estudio demostró carecer del encanto de la actuación en vivo y una vez más perdió el interés en la búsqueda de su carrera en la música.
Después de dejar la música, Tripp se convirtió en quiropráctico, y actualmente ejerce en Misisipi.

## Discografía
- Mothers of Invention: Cruising With Ruben & The Jets (1968, LP, Verve)
- Mothers of Invention: Uncle Meat (1969, 2LP, Bizarre)
- Wild Man Fischer: An Evening With Wild Man Fischer (1969, LP, Bizarre/Reprise)
- Mothers of Invention: Burnt Weeny Sandwich (1970, LP, Bizarre)
- Mothers of Invention: Weasels Ripped My Flesh (1970, LP, Bizarre)
- Captain Beefheart and The Magic Band: Lick My Decals Off, Baby (1970, LP, Straight)
- Jean-Luc Ponty: King Kong (1970, LP, World Pacific Jazz ST20172)
- Smothers Brothers: The Smothers Brothers Summer Show (1970, TV, ABC)
- Captain Beefheart: The Spotlight Kid (1972, LP, Reprise)
- Captain Beefheart and The Magic Band: Clear Spot (1972, LP, Reprise)
- Captain Beefheart and The Magic Band: Unconditionally Guaranteed (1974, LP, Mercury)
- Mallard: 'Mallard (1975, LP, Virgin Records V2045)
- Captain Beefheart and The Magic Band: Shiny Beast (Bat Chain Puller) (1978, LP, Warner)
- Al Stewart: Time Passages (1978, LP, Arista)
- Frank Zappa: You Can't Do That on Stage Anymore, Vol. 1 (1988, 2CD, Rykodisc)
- Frank Zappa: You Can't Do That on Stage Anymore, Vol. 4 (1991, 2CD, Rykodisc)
- Mothers of Invention: The Ark (1991, CD, Rhino Foo-eee Records, R2 70538)
- Frank Zappa: You Can't Do That on Stage Anymore, Vol. 5 (1992, 2CD, Rykodisc)
- Jefferson Airplane: Loves You (1992, 3CD, RCA)
- Zappa/Mothers: Ahead Of Their Time (1993, CD, Rykodisc)
- Tim Buckley: Live at the Troubadour 1969 (1994, CD, French, Edsel Records)
- Frank Zappa: The Lost Episodes (1996, CD, Rykodisc)
- Frank Zappa: Mystery Discs (1998, CD, Rykodisc)
- Captain Beefheart and His Magic Band: Grow Fins (1999, 5CD, Revenant Records)
- Jefferson Airplane: Crown of Creation (2003, EU, CD, RCA)

## Filmografía
- 200 Motels, 1971
- Uncle Meat, 1987
- The True Story of Frank Zappa's 200 Motels, 1989
- Frank Zappa and the Mothers of Invention: In the 1960's, 2009

### Citas Inline
1. ↑  Prato, Greg. «Biography: Mallard». Allmusic. Consultado el 16 de abril de 2010.
2. ↑  Arthur Tripp, Mississippi Board of Chiropractic Examiners Archivado el 3 de marzo de 2016 en Wayback Machine.

## Entrevistas
- Frank Zappa and the Mothers of Invention In The 1960s, DVD Video SIDVD545, 2008
- Radio Interview, 6 de febrero de 2010, https://web.archive.org/web/20090907173741/http://woub.org/radio/index.php?section=4&page=19